# Iznate
Iznate ist eine Gemeinde (municipio) mit 947 Einwohnern (Stand: 2024) in der Provinz Málaga in der Autonomen Region Andalusien im Süden Spaniens. 

## Geographie
Die Gemeinde liegt etwa 12 km von Vélez-Málaga und 45 km von der Provinzhauptstadt Málaga entfernt. Der Fluss Iznate fließt durch Iznate. Der Ort grenzt an Almáchar, Benamocarra, Macharaviaya und Vélez-Málaga. 

## Geschichte
Der Ort wurde in der maurischen Zeit gegründet. Im Jahr 1487 wurde der Ort von den Truppen der Katholischen Könige eingenommen.

## Bevölkerungsentwicklung
| 1842  | 1900  | 1950 | 1980 | 1990 | 2000 | 2010 | 2020 |
| ----- | ----- | ---- | ---- | ---- | ---- | ---- | ---- |
| 1.064 | 1.015 | 863  | 751  | 743  | 789  | 924  | 924  |

## Sehenswürdigkeiten
- Kirche von San Gregorio VII.

## Wirtschaft
Die Gemeinde ist für den Traubenanbau und die Weinproduktion bekannt.